# 凤丫蕨
鳯丫蕨（学名：Coniogramme japonica），又名日本凤了蕨，为铁线蕨科凤丫蕨属下的一个种。

## 扩展阅读
- 維基物種上的相關：日本凤了蕨